# Hon na čarodějníka
Hon na čarodějníka (v originále Hexerie eller blind Alarm) je zápletková komedie norsko-dánského dramatika Ludviga Holberga z roku 1723.

## Dílo
Komedie je rozdělena na čtyři obrazy. V prvních třech obrazech je dekorací na scéně zahrada hostince s malovaným prospektem ulice a mění se až ve čtvrtém obraze, kdy se ocitáme v soudní síni. Drama se odehrává v malém dánské městečku v druhé polovině 17. století během jednoho dne. Kromě hlavní postavy Čarodějníka (principála komediantů) se ve hře vyskytuje dalších 29 postav. Většina postav je pojmenována podle své funkce či zaměstnání (Soudce, Čeleď, Dáma atd.), nejsou psychologicky prokreslené a ve hře slouží pouze k posouvání zápletky. Postavy jsou na scéně většinou velmi krátce nevedou žádné monology, ani rozsáhlé dialogy. Stručné jsou i scénické poznámky. Na začátku každého obrazu uvede autor krátce čtenáře do místa děje a popíše dekorace scény. V dialozích už scénické poznámky pouze stručně konkretizují danou situaci.

## Děj
Hon na čarodějníka vypráví příběh o postavení herců a komediantů ve společnosti 17. století. Hlavní postava „principál“ je při zkoušení hry o Mefistovi sledován a křivě obviněn z čarodějnictví. Principál o obvinění z čarodějnictví neví a návštěvy městské stráže si odůvodňuje svým starým prohřeškem – nezaplacenou směnkou. Na malém městě se fáma rychle rozšíří a dostane se do povědomí všech měšťanů. Zvědavost zvítězí nad strachem a obyvatelé malého města chodí za principálem s problémy, o nichž se domnívají, že by je vyřešila jeho černá magie. Principál využije příležitosti vydělat si za své rady (které jsou založeny na selském rozumu ) peníze na zaplacení směnky a ujme se role čarodějníka, čímž se komediální konflikt hry prohlubuje. Nakonec je principál i se svou hereckou společností postaven před soud, kde z nedorozumění a unáhlených soudů vznikají komické situace. Nedorozumění se nakonec vysvětlí a všichni obžalovaní jsou zproštěni viny. 

## Inscenace Dílna 24
Mladý kolektiv absolventů z DAMU (tvořící soubor Dílna 24) 26. února 1979 uvedl na letenské pláni pod šapitó inscenaci Hon na čarodějníka v režii Vladimíra Kelbla. Do té doby se na českých jevištích inscenovala nejčastěji Holbergova hra Jeppe z vršku. Výběr hry souzněl s dramaturgickým plánem souboru inscenovat v sezóně 1978/79 hry, které umožňovaly nahlížet svět optikou grotesky a tragikomické frašky. Inscenační poetiku souboru charakterizoval brutálně komediální projev směřující k demystifikaci konvencí a k smysluplnému převracení hodnot. Děj hry byl přenesen do cirkusového prostředí. Hrálo se v šapitó, kterým soubor disponoval. Inscenace Hon na čarodějníka byla kritikou kladně přijata. 
Představení hostovalo také v Brně. Šapitó bylo vztyčeno na Kraví hoře a soubor zde odehrál pět představení. 

## České překlady
Anna Bílá (volná úprava), 1963

## České uvedení
Hon na čarodějníka, 1979, Dílna 24, úprava: M. Urban, V. Kelbl, režie: V. Kelbl